# Logis de Sainte-Honorine
Le Logis de Sainte-Honorine est un manoir situé sur la commune de Ménil-Gondouin dans le département français de l'Orne.

## Localisation
Le monument est situé dans le département français de l'Orne, sur le territoire de la commune de Ménil-Gondouin, à 800 m à l'est du bourg.

## Histoire
Bâti des années 1460 à 1730 par les seigneurs de Saint-Clair et la famille du ministre de Louis XVI, Anne Turgot, baron de Laune[réf. nécessaire], le Logis demeure l'unique château subsistant de Ménil-Gondouin. Il est actuellement la propriété de la famille Fauvage.

## Architecture
Les façades et les toitures sont inscrites au titre des monuments historiques par arrêté du 3 juin 1975.